# Nassarius caelolineatus
Nassarius caelolineatus is een slakkensoort uit de familie van de Nassariidae. De wetenschappelijke naam van de soort is voor het eerst geldig gepubliceerd in 1986 door Nesbitt & Pitt.